# Kleine lotharinger
De kleine lotharinger is een konijnenras. Het is een variant van de grote lotharinger.
Het ras is gefokt in Nederland (in tegenstelling tot de grote lotharinger die uit Frankrijk komt) en is later ontstaan dan de grote broer. Een kleine lotharinger is iets feller en actiever dan een grote lotharinger. 
De kleine lotharinger is een geschikt huisdier omdat het niet zo zwaar en lief is. Ze zijn hierdoor goed handbaar voor kinderen.